# Iven Fritsche
Iven Fritsche (* 22. März 1966) ist ein deutscher Dichter, Künstler und Satiriker. 

## Leben und Werk
Iven Fritsche begann bereits im Alter von acht Jahren mit dem Schreiben. Mit sechzehn wurden vom NDR erste Kurzhörspiele produziert. Mit einundzwanzig erkrankte der Autor akut am Guillain-Barré-Syndrom, wovon er sich bis heute nie ganz erholt hat. Die Krankheit ist eine wesentliche prägende Erfahrung, die sich in seiner Arbeit in vielfältiger Weise niederschlägt.
Der Autor hat Filme, Sketch- und Hörfunkreihen in Eigenregie produziert und zahlreiche phantastische Erzählungen, sowie satirische Kurzgeschichten und Lyrikparodien veröffentlicht.
Fritsche beschäftigt sich mit Visueller Poesie, Konkreter Poesie und Experimentellen und Typographischen Dichtungen.
Zum einen verarbeitet der Autor darin die Nahtoderfahrung aus seiner schweren Erkrankung, indem er seinen Originalmanuskripten ein "Weiterleben" nicht zugesteht. Trotz – oder wegen – der Erfahrung der eigenen Sterblichkeit kann der Autor der Unsterblichkeit seiner eigenen Arbeit wenig abgewinnen: Er zerreißt, zerschneidet, verbrennt seine Texte, lässt sie im Ofen schmoren, im Garten verwittern, steckt sie in die Waschmaschine, kocht sie auf und einiges andere mehr. Aus den fragmentarischen Resten arrangiert und collagiert er neuartige Formen von Literatur, die er teilweise mehrschichtig überschreibt. Um diese Arbeiten benennbar zu machen, verwendet er meist den Begriff Bildgedicht.
Zum anderen lotet Fritsche den Grenzbereich zwischen Literatur und Kunst aus, indem er gewohnte Lese- und Sehgewohnheiten aufbricht bzw. ironisiert und die Fragen aufwirft, was Literatur eigentlich ist und wo sie beginnt oder endet. Seine artifiziellen Arbeiten wurden in Literaturzeitschriften und Anthologien veröffentlicht, herausgegeben von Karl Riha sind außerdem an der Gesamthochschule Siegen zwei Einzelpublikationen erschienen. Originalarbeiten von Fritsche befinden sich u. a. im Museum of Contemporary Japanese Poetry, Tanka and Haiku, Kitakami/Japan.
Fritsche lebt in Hamburg und veröffentlicht gelegentlich satirische Kolumnen in Jungle World, Junge Welt und anderen Zeitungen.

## Auszeichnungen
- 1985 Kleine Sprech- und Märchenstunde, NDR
- 1993 Hamburger Literaturförderpreis für Autoren
- 1996 Heidi-Kraft-Förderpreis
- 1997 Hörfunkpreis zum Europäischen Jahr gegen Rassismus

## Veröffentlichungen
- 1996 Müßte ich Dir ein Verb geben, so hieße es zement, Edition Rott, Hamburg München (vergriffen).
- 1996 Formulargedichte : 1994 - 1995, Hrsg. Karl Riha, Experimentelle Texte Nr. 46, Siegen
- 1999 Ohne & : Bildgedichte, Hrsg. Karl Riha, Experimentelle Texte Nr. 55, Siegen

### Beiträge (Auswahl)
- 1994 Hamburger Ziegel, Dölling & Galitz Verlag, Hamburg
- 1995 Kaleidoskop '95, foglio, Köln
- 1996 Mord light, Verlag Das Neue Berlin, Berlin
- 1996 Zaskocz swojego meza, Fa-art Kwartalnik Literacki, Bytom/Polen
- Besuch bei Peggy Parnass, Wandler - Zeitschrift für Literatur, No. 23
- 1999 Texte sehen, The Museum of Contemporary Japanese Poetry, Tanka and Haiku, Japan
- 2001 Die Liebe der Massai (Theaterstück)
- 2002 Poetische Sprachspiele, Philipp Reclam, Stuttgart
- 2004 Hamburgbuch, Verbrecherverlag, Berlin
- 2005 Wissen und Gewissen, Stämpfli, Bern

### Film
- 1996 Eine pornoese Dichterbekanntschaft
- 1996 Rocko Schamoni kauft LAOLitA
- 1996 Mütter geistig behinderter Kinder verzählen sich
- 1996 Der Fluch der Tasse
- 1996 Mit letzter Kraft erreichte er eine unbewohnte Insel, gem. m. Gunter Gerlach
- 1997 Slawencola
- 1997 Ich will Suppe
- 1997 Blau/Elektronenfilm
- 1997 Klopstock

### Sketch/Hörfunk
- 1996 Mutter, Du willst doch was, Sketchreihe
- 1997 Norbert spricht, Hörfunkreihe